# Brinzio
Brinzio is een gemeente in de Italiaanse provincie Varese (regio Lombardije) en telt 862 inwoners (31-12-2004). De oppervlakte bedraagt 6,4 km², de bevolkingsdichtheid is 134 inwoners per km².

## Demografie
Brinzio telt ongeveer 332 huishoudens. Het aantal inwoners steeg in de periode 1991-2001 met 10,0% volgens cijfers uit de tienjaarlijkse volkstellingen van ISTAT.
| Jaar | Inwoneraantal |
| ---- | ------------- |
| 1991 | 731           |
| 2001 | 804           |

## Geografie
De gemeente ligt op ongeveer 510 m boven zeeniveau.
Brinzio grenst aan de volgende gemeenten: Bedero Valcuvia, Castello Cabiaglio, Induno Olona, Rancio Valcuvia, Valganna, Varese.

## Externe link

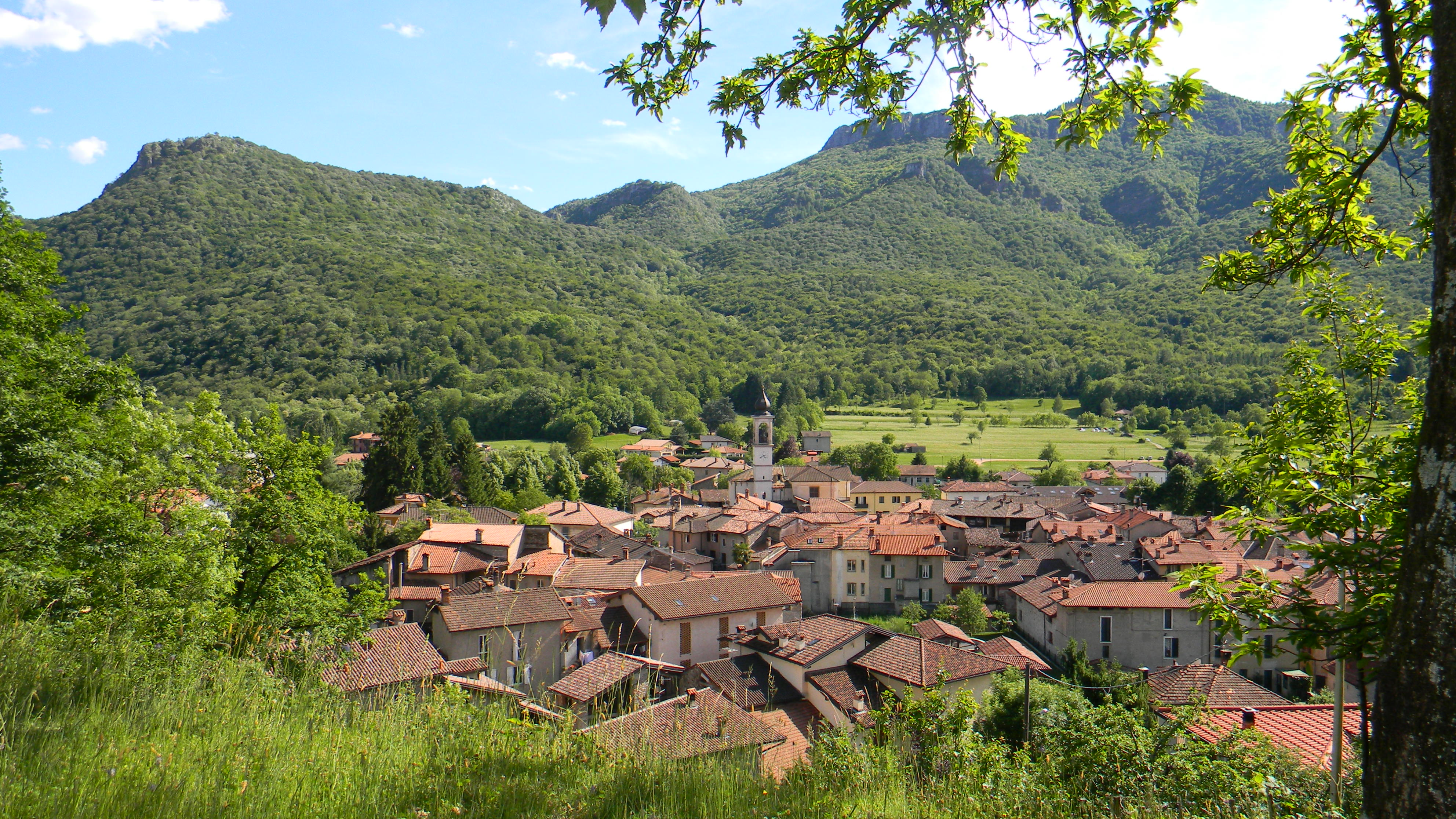
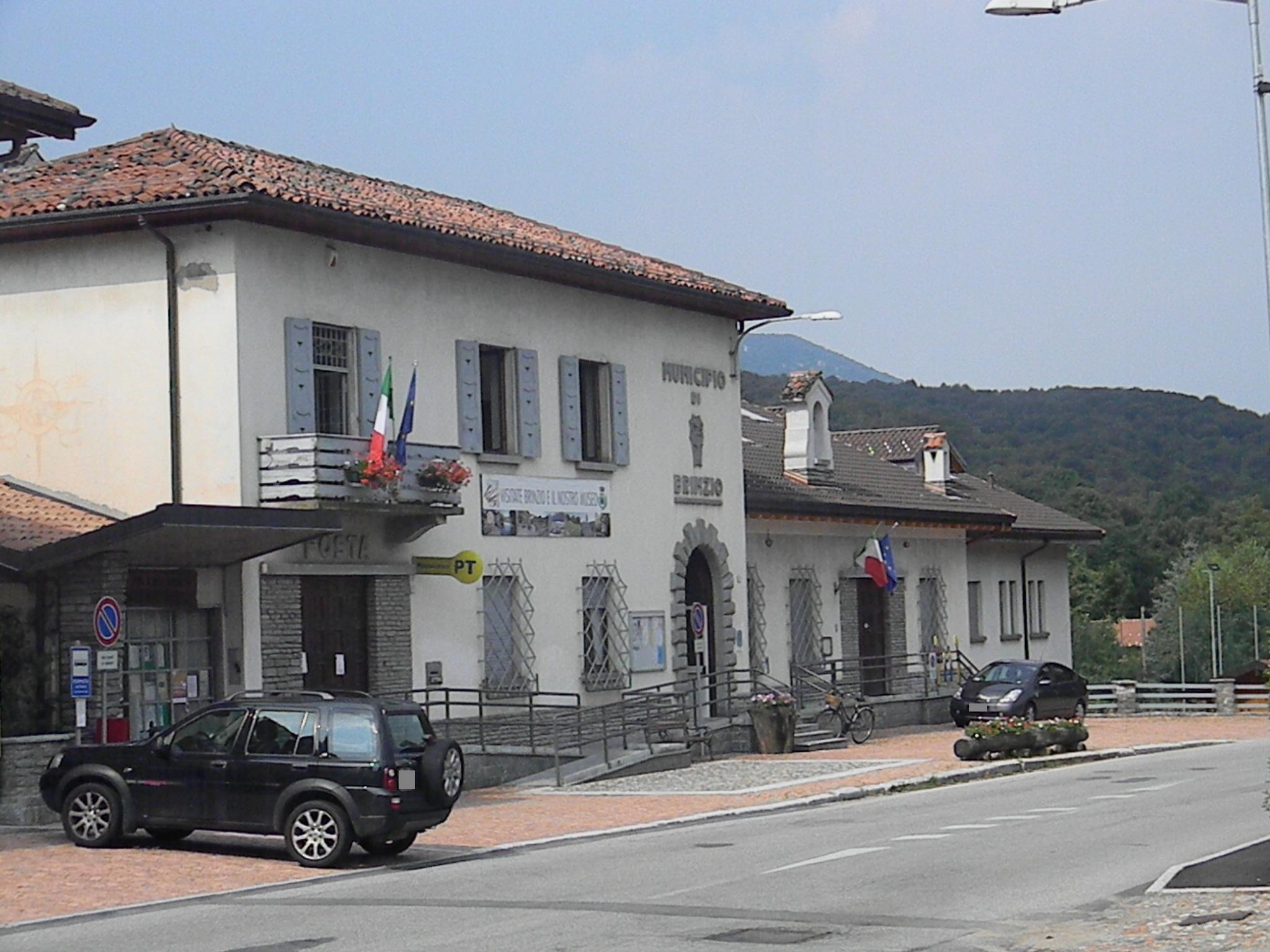
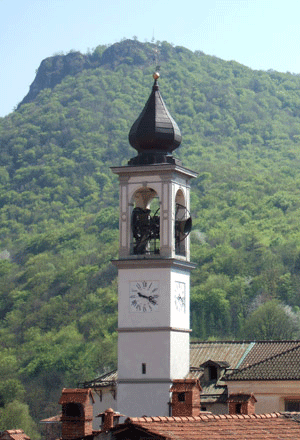
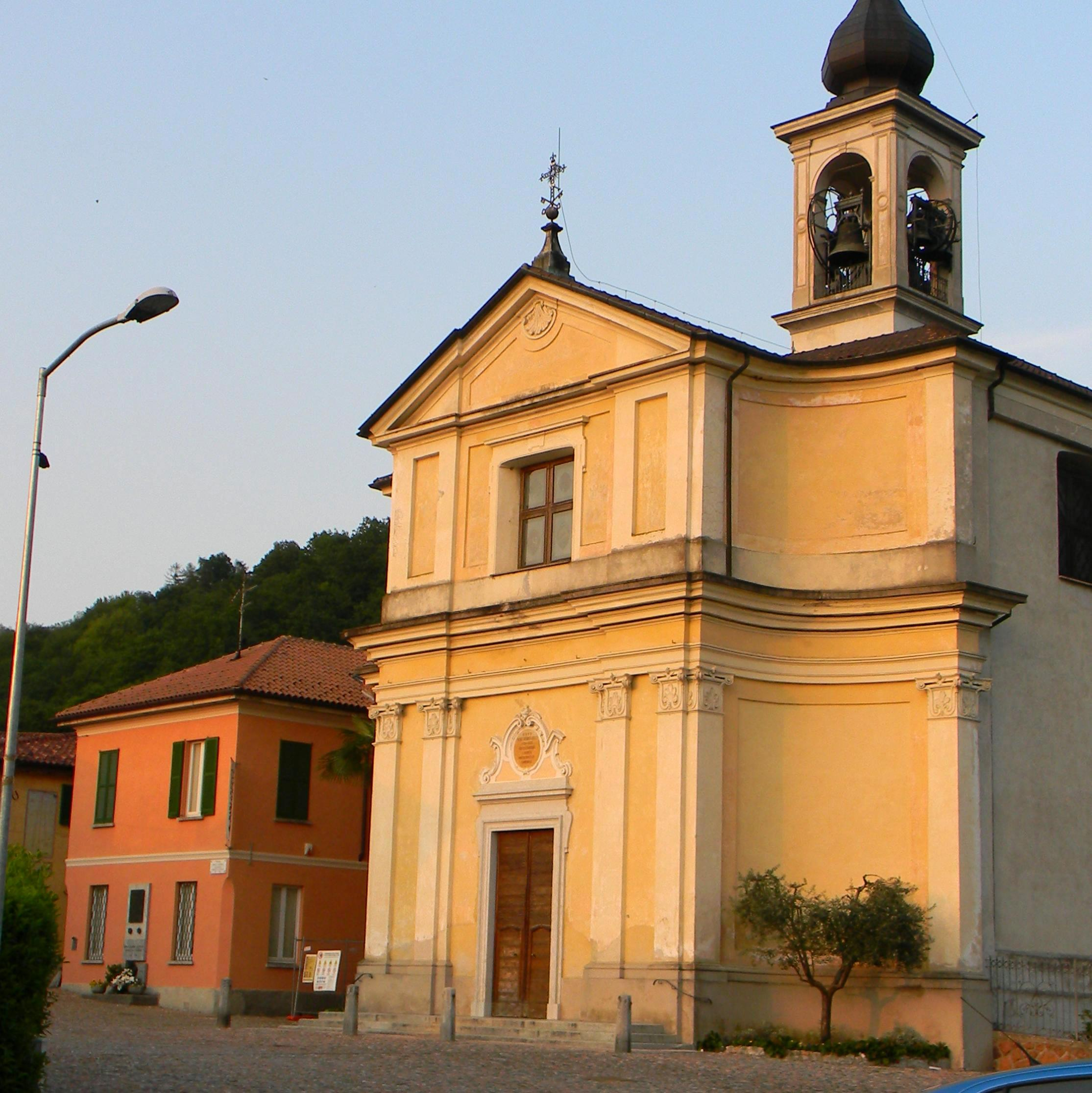
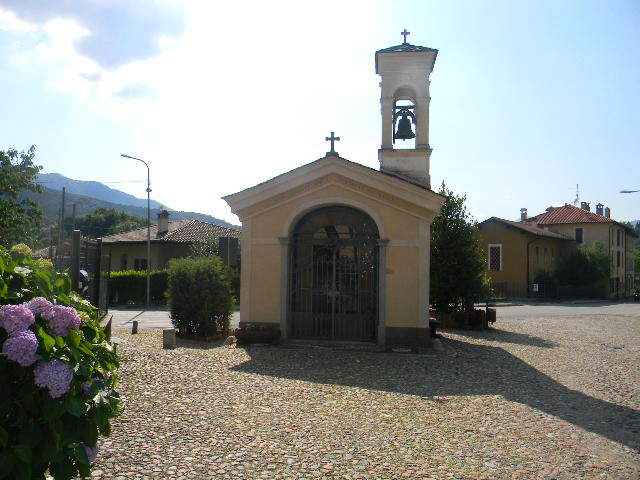